# Эбль II де Руси
Эбль II (фр. Ebles II de Roucy; ок. 1050 — май 1103) — граф де Руси с 1063 года, французский полководец; старший сын Хильдуина IV, сеньора де Рамрю, и Адели де Руси, дочери Эбля I де Руси.

## Биография
В 1073 году папа римский Григорий VII провозгласил новый крестовый поход в Испанию. Буллой, данной 30 апреля, он обещал французским рыцарям дать им в лен от папского престола земли, отвоеванные у мусульман. Поход возглавил Эбль II де Руси, шурин короля Арагона Санчо I и прославленный воин. Эбль намеревался создать на испанских землях, отвоеванных у сарацин, государство, аналогичное нормандскому в Италии, но не смог этого добиться.
Эбль II де Руси также сражался в Италии на стороне папы Григория VII.